# Brassavola acaulis
Brassavola acaulis là một loài thực vật có hoa trong họ Lan. Loài này được Lindl. & Paxton mô tả khoa học đầu tiên năm 1851.

## Hình ảnh

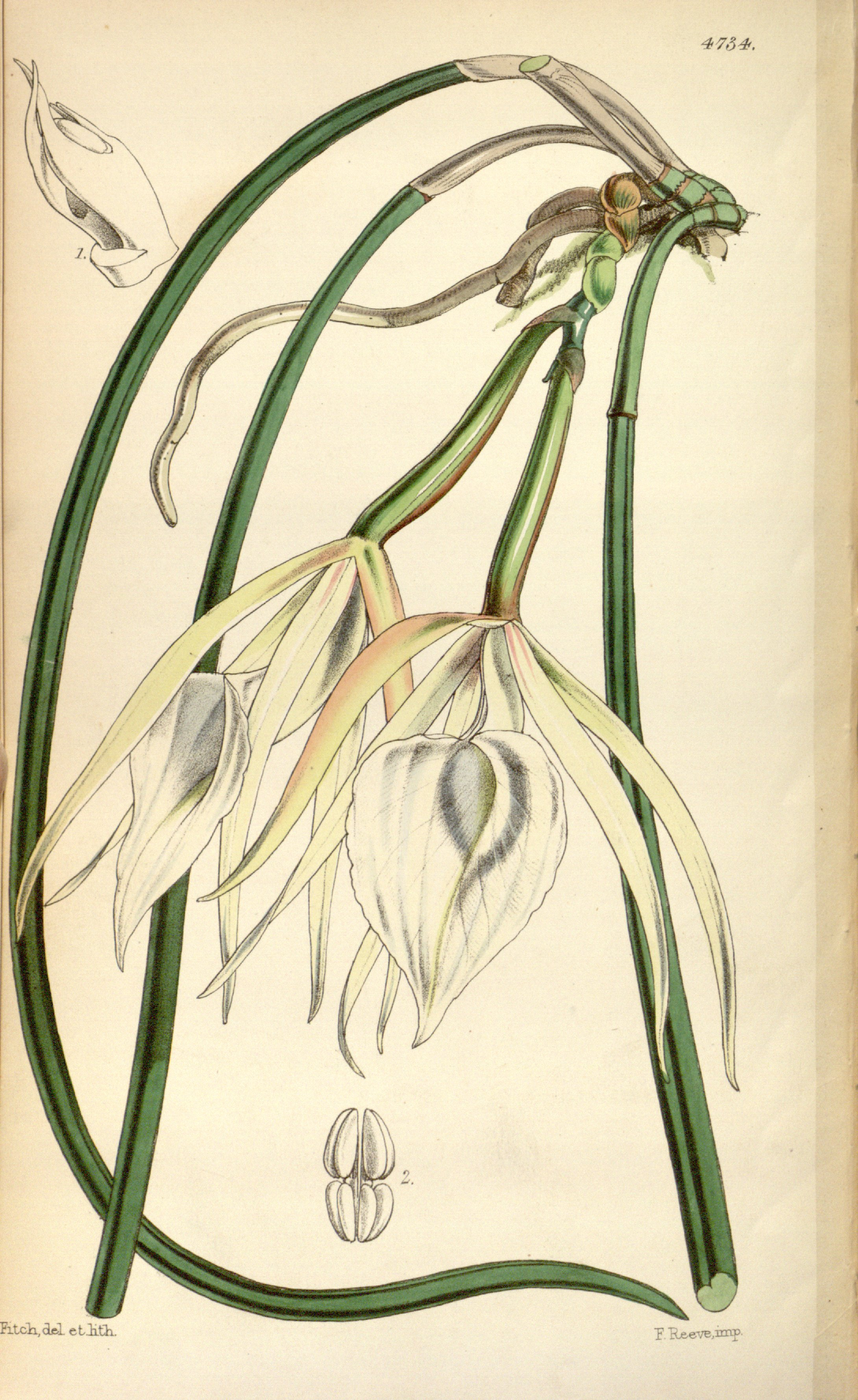